# Tahitirall
Tahitirall (Gallirallus pacificus) är en utdöd fågel i familjen rallar inom ordningen tran- och rallfåglar. Den förekom tidigare på Tahiti och närliggande östra Sällskapsöarna, senast rapporterad 1800. IUCN kategoriserar arten som utdöd.

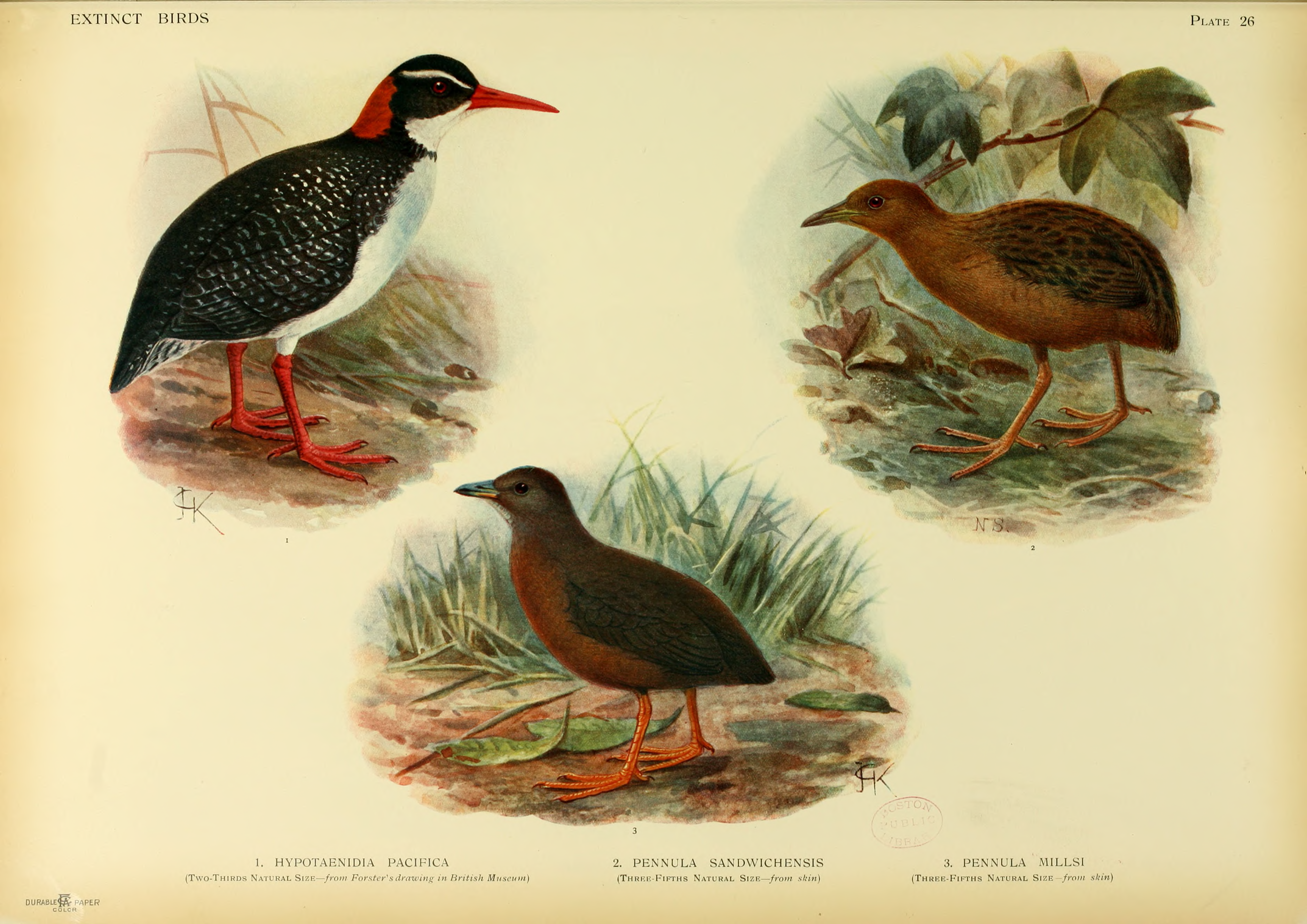